# Monica Evans
Monica Evans (Camberwell, 7 giugno 1940) è un'attrice e doppiatrice britannica.
È nota principalmente per la sua interpretazione del personaggio di Cecily Pigeon nella commedia La strana coppia (1968) di Neil Simon.

## Biografia
Ha frequentato la Royal Academy of Dramatic Art.
Ha fatto parte del cast originale della commedia La strana coppia a Broadway ed è poi apparsa nello stesso ruolo nel film omonimo del 1968 e anche nella serie televisiva omonima. È stata doppiatrice in due lungometraggi animati della Disney, Gli Aristogatti (1970), in cui dà la voce all'oca Adelina, e Robin Hood (1973), in cui dà la voce a Maid Marian.
Dopo un primo matrimonio con l'attore Leo Maguire, dal 1977 al 2010 fu sposata con il conduttore radiofonico Dave Cash.

## Filmografia

### Cinema
- Make Mine Mink, regia di Robert Asher (1960)
- Be My Guest, regia di Lance Comfort (1965)
- La strana coppia (The Odd Couple), regia di Gene Saks (1968)

### Televisione
- Compact - soap opera (1962-1965)
- La strana coppia (The Odd Couple) - serie TV, 4 episodi (1970)

### Doppiatrice
- Gli Aristogatti (The AristoCats), regia di Wolfgang Reitherman (1970)
- Robin Hood, regia di Wolfgang Reitherman (1973)

## Doppiatrici italiane
Nelle versioni in italiano dei suoi lavori, Monica Evans è stata doppiata da:
- Rita Savagnone ne La strana coppia[1]

Da doppiatrice è sostituita da: 
- Solvejg D'Assunta ne Gli Aristogatti
- Micaela Esdra in Robin Hood